# Distrito Municipal de Sarah Baartman
El Distrito Municipal de Sarah Baartman, antes denominado Cacadu, es un distrito municipal en la provincia Oriental del Cabo, Sudáfrica. Comprende una superficie de 58 242 km². El centro administrativo es la ciudad de Puerto Elizabeth.

## Municipios locales
El distrito está comprendido por los siguientes municipios locales:
| Nombre               | Cabecera      | Población (2011) | Sup. (km²) | Densidad (hab/km²) |
| -------------------- | ------------- | ---------------- | ---------- | ------------------ |
| Dr Beyers Naudé      | Graaff-Reinet | 79 291           | 28 653     | 4,1                |
| Blue Crane Route     | Somerset East | 36 002           | 11 068     | 3,3                |
| Makana               | Grahamstown   | 80 390           | 4 376      | 18,4               |
| Ndlambe              | Port Alfred   | 61 176           | 1 841      | 33,2               |
| Sundays River Valley | Kirkwood      | 54 504           | 5 994      | 9,1                |
| Kouga                | Jeffreys Bay  | 98 558           | 2 670      | 36,9               |
| Kou-Kamma            | Kareedouw     | 40 663           | 3 642      | 11,2               |
| Total                | Total         | 450 584          | 58 243     | 7,7                |